# Clusia liesneri
Clusia liesneri är en tvåhjärtbladig växtart som beskrevs av B. Maguire. Clusia liesneri ingår i släktet Clusia och familjen Clusiaceae. Inga underarter finns listade i Catalogue of Life.